# Charles Foster (médium)

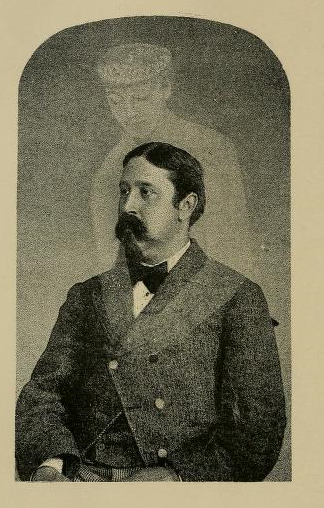
O espiritualista médium Charles H. Foster.

Charles H. Foster (Salem, Massachusetts, 1838 - 1888) foi um médium estadunidense.
Destacou-se pela faculdade de leitura em amontoados e de dermografia, ou seja, de exibir na própria pele, principalmente na do antebraço, as iniciais dos nomes dos espíritos que com ele se comunicavam. Ambas foram temas de debate aberto e de viva polémica. Embora seu biógrafo, George C. Barlett ("The Salem Seer", 1891), tenha chegado a afirmar de maneira exagerada que Foster foi o maior médium espiritualista desde Emanuel Swedenborg, existem indícios de que as suas capacidades foram ampliadas mediante fraude.

## Biografia
Foster recebeu educação em uma escola pública de sua cidade natal, Salem. Ali, aos quatorze anos de idade, a sua mediunidade teria se manifestado pela primeira vez, sob a forma de "raps" (batidas) em sua carteira, durante o horário das aulas. À noite o jovem era despertado por violentos ruídos nos móveis, que eram inexplicavelmente deslocados em seu quarto. Pouco tempo depois o fenómeno passou a repetir-se à luz do dia, escutando-se a movimentação da mobília em aposentos onde ninguém se encontrava.
Barlett narra que certa vez, quando se encontrava nos aposentos de Foster, foi por ele acordado às duas horas da manhã, solicitando: "George, quer fazer o favor de acender o gás? Eu não posso dormir: o quarto está cheio da família de Adams e parece que estão escrevendo os seus nomes em mim". Com efeito, o senhor Adams o havia procurado durante o dia anterior para uma consulta, tendo Foster, através da vidência, observado que muitos espíritos ficaram em sua companhia. Barlett conclui o relato afirmando: "E com grande admiração minha, a lista de nomes da família Adams estava gravada em seu corpo. Contei onze nomes diferentes: um estava gravado na testa, outros nas costas".
Em outro episódio, descrito pelo mesmo autor, Foster foi rudemente detido por um braço por dois homens que lhe exigiaram uma demonstração da escrita na pele. Enquanto o seguravam, formaram-se no braço do médium, em letras redondas e largas, em vermelho-sangue, as palavras "Two Fools" (dois tolos), seguidas, como de hábito, pelo nome do espírito comunicante.
Na leitura em amontoado, o procedimento habitual era o de se pedir aos assistentes que escrevessem os nomes de seus parentes falecidos em tiras de papel, enquanto o médium saía da sala, enrolá-las e colocá-las com outras tantos quanto se quisess em um amontoado sobre uma mesa. No regresso do médium, os nomes nas tiras eram soletrados pelos "raps", e Foster entregava os endereços em transe, fornecendo descrições dos espíritos através de clarividência e de clariaudiência. Ele alegava que Virgílio, Luís de Camões, Miguel de Cervantes e muitas outras entidades ilustres estavam entre os seus comunicadores.
Em 1861, Foster visitou a Grã-Bretanha, e nesse período acrescentou-se a faculdade de materialização às suas apresentações. A sua primeira sessão teve lugar na casa de William Wilkinson, editor da revista "Spiritual". Tornou-se amigo do Master de Lytton, com quem permaneceu em Knebworth. Nomes da literatura da época, como Charles Dickens, William Makepeace Thackeray, Alfred Tennyson, Robert Chambers e William Howitt vieram até ele para sessões. John Ashburner, uma autoridade em magnetismo animal e espiritismo, registou fenómenos invulgares: viu nove mãos materializadas flutuando ao longo da mesa de jantar e assistiu a uma levitação do médium e do piano em que ele estava tocando.
Em Janeiro de 1862, a convite de Thomas P. Barkas, Foster realizou quatro sessões em Newcastle upon Tyne. Em cada uma delas, participaram dez pessoas. Os seus nomes foram mantidos em um livro próprio e isoladas do médium. Com essas 40 pessoas os erros na comunicação, segundo Barkas, não deveriam exceder a três por cento, e isso normalmente aconteceu com mínima confusão ou polémica
No entanto, Barkas tinha a impressão de que, apesar de Foster ser um médium genuíno, ele ocasionalmente, talvez frequentemente, aumentava os efeitos com truques. Em apoio a esta premissa, Barkas salienta, no seu "Outlines of Ten Years Investigations into the Phenomena of Modern Spiritualism" (1862), que os nomes dos espíritos dos falecidos foram escritos pelo médium de acordo com o soletrado nos amontoados, os quais por vezes continham erros; as comunicações eram extraordinariamente similares; a rápida entrada em transe e súbito alívio eram mais prováveis de serem aparentes do que reais; e a escrita quer fosse obtida directamente ou automaticamente, era sempre semelhantes à escrita normal do médium.
Eventualmente as simpatias voltaram-se contra Foster na Grã-Bretanha. Em 1863, a "Spiritual" publicou que o seu editor tinha recebido de um Juiz Edmonds tamanhos "detalhes doentios de sua criminalidade em outro meio que não iria mais manchar as suas páginas com a sua mediunidade". Foster então simplesmente abandonou a Grã-Bretanha dirigindo-se à França, onde se apresentou diante de Napoleão III em Paris. Excursionou em seguida pela Austrália e retornou, finalmente, a New York.
O autor Epes Sargent registou experiências pessoais convincentes na leitura em amontoado com Foster, em "Planchette, or the Despair of Science" (1869). Por outro lado, John W. Truesdell, em "The Bottom Facts Concerning the Science of Spiritualism" (1883), descreve uma apresentação em Nova Iorque, em 1872. Foster segurou o amontoado nas mãos e leu-os com a iluminação contínua de seu charuto, o fogo sendo mantido no oco de sua mão.
O caso de Charles Foster ilustra bem a dificuldade de avaliar os fenômenos psíquicos ou as pessoas que os produzem. Parece provável que Foster tenha sido culpado muitas vezes por fraude, nomeadamente nos fenômenos como leitura em amontoado, o que é peculiar a simples truques de mágica. Por outro lado existem fortes testemunhos de algumas manifestações mediúnicas genuínas.
Foster foi um personagem sociável, que apreciava tanto consumir bebidas alcoólicas e fumar charutos com seus companheiros, quanto fazer a transmissão de mensagens dos mortos. O seu biógrafo, Bartlett, resume as suas observações sobre Foster afirmando:
"Ele era extravagantemente dual. Ele não foi apenas o Dr. Jekyll e Mr. Hyde, mas representava uma meia-dúzia de diferentes Jekylls e Hydes…. Ele era um gênio desequilibrado, e às vezes, eu deveria dizer, demente…. Ele usava a muitos de seus amigos. Ele parecia indiferente às opiniões dos outros, e, aparentemente, rendeu-se a todos os desejos."
Alguns dos mais estranhos fenómenos de Foster, como a dermografia, parecem ter sido involuntários.
Durante a viagem de Foster à Inglaterra, em 1861, o Dr. John Ashburner foi chamado à cabeceira do médium por um de seus companheiros, que afirmou que o mesmo estava próximo à morte. Ashburner encontrou-o em um estado de estupor alcoólico, em consequência de uma noite de bebedeira com os amigos. Após ter examinado o médium, ainda em estado de torpor, o médico narra um fenómeno extraordinário, em seu livro "Philosophy of Animal Magnetism and Spiritualism" (1867):
"De repente as roupas de cama foram apertadamente enroladas para baixo até à altura da sua virilha. A sua camisa foi então apertadamente enrolada, como um cordão, expondo à nossa vista a pele do tórax e do abdomen. Logo ali apareceram, em grandes letras vermelhas, levantadas sobre a superfície, a palavra 'DESENVOLVIMENTO', que se estendia a partir da virilha direita para o ombro esquerdo, dividindo a superfície em dois compartimentos triangulares. Estes foram preenchida com maços de flores, lembrando flores-de-lis. O fenômeno perdurou por quase dez minutos, quando a camisa e as roupas de cama foram gentilmente desenrolados e recolocados como no início."
Em seus últimos anos Foster tornou-se dependente do álcool. Em 1881, com 48 anos de idade, ele foi levado para o Danvers Insane Asylum, sofrendo, de acordo com os relatórios, de alcoolismo avançado e amolecimento do cérebro. Nos quatro últimos anos da sua vida ele aparentemente viveu uma existência vegetativa sob os cuidados de uma tia, simplesmente fixando o espaço a maior parte do tempo.
Poucos dias após a sua morte, a igualmente controversa médium Kate Fox estava praticando a escrita automática com a sua amiga Sra. Taylor e encontrou a sua mão galvanizada em frenéticas, incoerente mensagens, assinadas como "Charles Foster, médium".